# Habenaria seticauda
Habenaria seticauda là một loài thực vật có hoa trong họ Lan. Loài này được Lindl. ex Benth. mô tả khoa học đầu tiên năm 1843.